# Joseph Achron
Joseph Achron (* 1 mai 1886 Lozdzieje Lituania; d. 29 aprilie 1943 Hollywood) a fost un compozitor și violonist american originar din Lituania - Polonia, evreu.

## Opera
Achrons a compus mai ales sonate, duete, concerte instrumentale, dansuri, serenade și preludii.
- Preludii
  - Prelude op. 13
- Duete
  - Souvenir de Varsovie op. 14
  - Coquetterie op. 15
  - Les Sylphides op. 18
  - Hebräische Melodie op. 33
  - Hebräisches Wiegenlied op 35. No. 2
  - Tanzimprovisation über ein hebräisches Volkslied op. 37
  - Fragment mystique (sur un théme hébraique)
  - Scher op. 42
  - Märchen op.46
  - Liebeswidmung op. 51
  - Canzonetta op. 52 No. 2
- Serenade
  - Serenade op. 17
- Sonate
  - Sonată pentru vioară op. 32
- Dansuri
  - Dance Improvisation
- Muzică de scenă
  - Les Aveugles, de Maurice Maeterlinck, op.47, 1919
  - Mazeltov, de Shalom Aleichem, 1920
  - Kiddush Hasem,de Shalom Asch, 1928
  - Golem, de H.Leiwick, 1931
  - Die Hexe, de Abraham Goldfaden
  - Fartog, de (?).Walter